# Pilot (Birmingham)
Pilot is een historisch merk van motorfietsen.
Pilot Cycle & Motor Co., Birmingham (1903-1915).
Engels merk dat een eigen 318 cc tweetaktmotor inbouwde, maar ook blokken van Precision en JAP van 174- tot 598 cc gebruikte. Indertijd was Pilot een groot en bekend merk.
- In de jaren vijftig bestond er een bedrijf met deze naam in Zweden, waarvan de motorblokjes door het bromfietsmerk Örnen gebruikt werden, maar waarvan verder niets bekend is.